# Brignogan-Plage

Brignogan-Plages este o comună în departamentul Finistère, Franța. În 1 ianuarie 2018 avea o populație de 732 de locuitori.